# Unitalia
Unitalia – Movimento Iniziativa Sociale är ett regionalt neofascististiskt parti i Italien, grundat 1996 i protest mot det postfascistiska Movimento Sociale Italiano politiska nyorientering mot demokrati. Det räknas som Movimento per l'Italias lokala partiorganisation.
Partiets huvudprogram är en italiensk nationalism riktad mot den tysktalande befolkningen i Sydtyrolen.